# Hans Staub (équitation)
Pour les articles homonymes, voir Staub.
Hans Staub, né le 21 mars 1959, est un cavalier suisse de dressage.

## Carrière
Il participe aux Jeux olympiques d'été de 1996 où il est sixième avec l'équipe suisse en compagnie de Christine Stückelberger, Eva Senn-Widmer et Barbara von Grebel
et 27e de l'épreuve individuelle.
Il représente aussi la Suisse aux championnats d'Europe de dressage 2011 et 2013 et aux Jeux équestres mondiaux de 2014.